# Ювентии

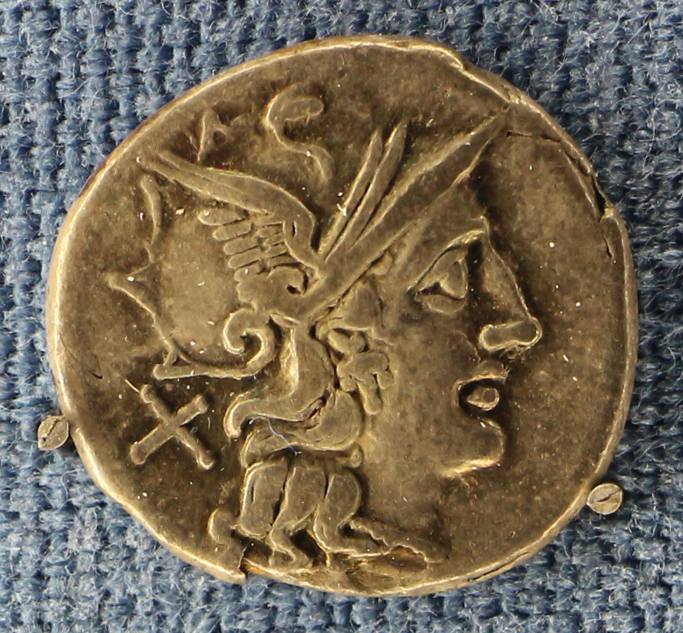
Денарий Гая Ювентия Талны, монетария в 154 до н. э.

Юве́нтии, или Юве́нции (лат. Iuventii), — древнеримский плебейский род из Северной Италии, предположительно, из Тускула. В источниках упоминаются следующие его представители:
- Тит Ювентий Тална (ум. после 194 до н. э.), первый представитель рода, достигший претуры в 194 году до н. э.;
- Луций Ювентий Тална (ум. после 185 до н. э.), вместе с Титом Квинтилием Варом служил легатом в армии проконсула Гая Кальпурния Пизона в Дальней Испании[1];
- Маний Ювентий Тална (ум. 163 до н. э.), претор по делам иноземцев в 167 году до н. э., консул Республики в 163 году до н. э.;
- Гай Ювентий, сын Публия, Тальна (ум. после 154 до н. э[2][3].), член коллегии монетных триумвиров около 154 года до н. э[3].;
- Публий Ювентий (ум. 148 до н. э.), претор 149 года до н. э. Погиб в боях с мятежным македонским самозванцем Андриском;
- Маний Ювентий, сын Луция, Латеран (ум. до 54 до н. э[4].), сенатор[5] и монетарий ок. 83 года до н. э[6]. Согласно Рональду Сайму, мог ок. 77 года до н. э. управлять Азией[7]. Супруг некоей Отацилии, упомянутой у Валерия Максима[8]. Вероятный отец претора 51 до н. э., носившего такое же имя;
- Марк Ювенций Педон (ум. после 72 до н. э.), член судебной коллегии в процессе о покушении на отравление Авла Клуенция Габита его отчимом Стацием Оппиаником[9][10][11];
- Ювентий Тална (I в. до н. э.), член судебной коллегии, в мае 61 года до н. э. разбиравшей дело о святотатстве во время праздника Благой богини[12][13][14];
- Луций (Ювентий) Латеран (ум. 48 до н. э[15].), один из участников неудачного заговора против пропретора Дальней Испании Квинта Кассия Лонгина. После покушения был незамедлительно казнён вместе с Луцием Рацилием[15];
- Маний Ювентий Латеран (ум. 43 до н. э.), претор 51 года до н. э. В 54 году вместе с Луцием Кассием Лонгином привлёк к суду действующего эдила Гнея Планция, обвинив того в подкупе избирателей. Погиб, пронзив себя мечом[16][17]. Возможно, одно лицо с членом судебной коллегии 61 года до н. э.;
- Публий Ювентий Цельс (I в.), сенатор и правовед, глава прокульянской «школы» юристов;
- Марк Ювентий Рикса (ум. после 67), прокуратор Сардинии во времена правления императора Нерона[18][19];
- Публий Ювенций Цельс (ок. 67 — ок. 130), крупный юрист времён Империи, ординарный консул в 129 году. Сын руководителя прокульянской правовой «школы» времён правления Нерона;
- Публий Ювентий Цельс (ум. после 164), ординарный консул Империи в 164 г., сын или внук предыдущего.